# Drosophila albovitata
Drosophila albovitata är en tvåvingeart som beskrevs av Sheng, Tan och Chen 1944. Drosophila albovitata ingår i släktet Drosophila och familjen daggflugor.
Artens utbredningsområde är Kina.